# Aéroport international de Vilnius
L'aéroport international de Vilnius (lituanien : Tarptautinis Vilniaus Oro Uostas, code IATA : VNO • code OACI : EYVI) est le plus grand aéroport civil de Lituanie. Il est situé à 7 km au sud de Vilnius, la capitale du pays. Il est en opération depuis 1944, le terminal lui-même datant de 1954. Avant la création de l'aéroport, le terrain abritait une base militaire (Porubanek) équipée d'un aérodrome notamment connue pour avoir été le lieu de création de la 151e escadrille de chasse polonaise ayant participé à la campagne de Pologne.
L'aéroport international de Vilnius est détenu par l'État, sous la tutelle depuis sa création en 1991 du ministère lituanien des transports. airBaltic a été le plus gros transporteur depuis cet aéroport en 2006, suivi par flyLal, la compagnie nationale.
L'aéroport international de Vilnius est en croissance rapide. Il a accueilli 1 717 222 passagers en 2007.

## Situation
| Vilnius Šiauliai Palanga Kaunas |

## Compagnies et destinations
| Compagnies                    | Destinations |
| ----------------------------- | --- |
| airBaltic                     | - Amsterdam, - Berlin-Brandebourg, - Bruxelles-National, - Hambourg-H.-Schmidt, - Munich-F. J. Strauß, - Paris-Charles de Gaulle, - Riga, - Tallinn En saison : - Berlin-Brandebourg, - Dubaï, - Dubrovnik, - Héraklion-N. Kazantzákis, - Las Palmas/Gran Canaria, - Malaga-Costa del Sol, - Nice-Côte d'Azur, - Palma de Majorque, - Ténériffe-Sud Reine Sofia, - Turin S.-Pertini (Caselle)                                                                                |
| Austrian Airlines             | En saison: Vienne-Schwechat |
| Avion Express                 | En saison Charter : - Antalya, - Bourgas, - Corfou-I. Kapodístrias, - Catane-Fontanarossa, - Enfidha-Hammamet, - Faro, - Gazipaşa-Alanya, - Héraklion-N. Kazantzákis, - Hurghada, - Céphalonie, - Lamezia Terme, - Madère-C. Ronaldo, - Malaga-Costa del Sol, - Palma de Majorque, - Rhodes-Diagoras, - Ténériffe-Sud Reine Sofia, - Tivat, - Varna |
| Brussels Airlines             | Bruxelles-National |
| Corendon Airlines             | En saison charter : Antalya |
| Enter Air                     | En saison charter : Madère-C. Ronaldo, Zanzibar |
| Finnair                       | Helsinki-Vantaa |
| Freebird Airlines             | En saison charter: Antalya |
| GetJet Airlines               | En saison charter : - Antalya, - Batoumi-A. Kartveli, - Bodrum-Milas, - Bourgas, - Charm el-Cheikh, - Corfou-I. Kapodístrias, - Gazipaşa-Alanya, - Héraklion-N. Kazantzákis, - Hurghada, - Céphalonie, - Lamezia Terme, - Malaga-Costa del Sol, - Palma de Majorque, - Áraxos, - Rhodes-Diagoras, - Salzbourg-W. A. Mozart, - Ténériffe-Sud Reine Sofia, - Varna |
| LOT Polish Airlines           | Londres-City, Varsovie-Chopin |
| Lufthansa                     | Francfort |
| Norwegian Air Shuttle         | Oslo-Gardermoen, Stockholm-Arlanda En saison: Copenhague-Kastrup |
| Ryanair                       | - Barcelone-El Prat, - Bergame-Orio al Serio, - Berlin-Brandebourg, - Billund, - Birmingham, - Brême, - Dublin, - Eindhoven, - Londres-Luton, - Londres-Stansted, - Malte, - Nuremberg-A. Dürer, - Oslo-Gardermoen, - Paris-Beauvais, - Rome Léonard-de-Vinci/Fiumicino, - Tel Aviv - Ben Gourion, - Trévise-Sant'Angelo, - Turin S.-Pertini (Caselle), - Vienne-Schwechat En saison : Athènes E.-Venizélos, Corfou-I. Kapodístrias, Gdańsk-L. Wałęsa, Francfort-Hahn, Varna |
| Scandinavian Airlines         | Copenhague-Kastrup, Stockholm-Arlanda |
| Smartwings Poland             | En saison Charter : Kavala-Alexandre le Grand, Marsa Alam, Tirana-Mère-Teresa |
| SunExpress                    | En saison: Antalya |
| Swiss International Air Lines | Zurich |
| Turkish Airlines              | Istanbul En saison: Antalya |
| Wizz Air                      | - Barcelone-El Prat, - Dortmund, - Eindhoven, - Erevan-Zvarnots, - Koutaïssi-David-IV, - Larnaca, - Londres-Luton, - Milan-Malpensa, - Paris-Beauvais, - Reykjavik-Keflavík, - Rome Léonard-de-Vinci/Fiumicino, - Sandefjord-Torp, - Tel Aviv - Ben Gourion En saison : Athènes E.-Venizélos, Grenoble-Alpes-Isère, Nice-Côte d'Azur, Split |

Édité le 27/09/2019 Actualisé le 22/02/2023

## Évolution du nombre de passagers
Pour des raisons techniques, il est temporairement impossible d'afficher le graphique qui aurait dû être présenté ici.

Voir la requête brute et les sources sur Wikidata.

### Zoom sur l'impact du covid de 2019-2020
Pour des raisons techniques, il est temporairement impossible d'afficher le graphique qui aurait dû être présenté ici.

Voir la requête brute et les sources sur Wikidata.

## Intermodalité
Pour Riga (Lettonie) flyBus 

Aéroport de Vilnius - Riga Centre. Info - www.flybus.lv
Il possède sa gare ferroviaire.